# 王晋 (1925年)
王晋（1925年—），男，山西沁县人，中华人民共和国政治人物、外交官。1983年，接替王占元，担任中华人民共和国驻古巴大使。1986年，由张永明接任。